# Iglesia de Nuestra Señora de la Asunción (Torrelavega)
La iglesia de Nuestra Señora de la Asunción de la localidad de Torrelavega (Cantabria, España) es un templo religioso de culto católico bajo la advocación mariana de Nuestra Señora de la Asunción.
Se trata de una iglesia monumental, de estilo neogótico, construida a finales del siglo XIX.
Se concibió como la obra más ambiciosa en aquel momento para la villa, aprovechando su expansión económica basada en la actividad comercial como cruce de caminos entre la Meseta y Santander; cuyo puerto estaba en su máximo apogeo ultramarino; tiempo que iba a cambiar su imagen de villa rural, por una nueva más urbana, recibiendo el título de ciudad, en 1895 de la mano de la reina María Cristina. A este impulso se sumó la llegada en 1879, de un párroco emprendedor y capaz de comprender la nueva situación económica y social de Torrelavega, Ceferino Calderón.

## Antecedentes: el cambio de fisonomía de Torrelavega
La nueva fisonomía urbana de Torrelavega, se basó en un tejido urbanístico diseñado a partir de un plan racional y en la construcción de edificios singulares adecuados a la mentalidad de la burguesía mercantil predominante. Se edifican el Casino, el actual Palacio Municipal del Ayuntamiento (Palacio Demetrio Herreros), el palacio del Conde de Torreanaz (hoy Biblioteca Municipal) y muchos otros edificios de aspecto palaciego, utilizando estilos neoclásicos. Igualmente la enseñanza religiosa había cuajado con la llegada de los frailes y monjas de los Sagrados Corazones, que habían levantado sendos colegios y con la labor pastoral del párroco Ceferino Calderón. Tras la construcción de Asilo Hospital y superado los escollos económicos, el párroco se decidió a levantar una iglesia monumental, acorde con la euforia del crecimiento de la ciudad y su orgullo.

## Construcción de la Iglesia de Nuestra Señora de la Asunción
La obra fue encomendada a un arquitecto de renombre, José María Basterra, de gran experiencia en la construcción religiosa, a quien a decir de José María Martínez y Ramón el padre le pidió "un templo en que la majestad y la sencillez confraternizasen; amplio para cuatro mil personas y, sobre todo, encarécele que no hable de números, que no formule cálculos, ni menos presupuesto, escollo mortal que importaba rehuir..."

### Un arquitecto de renombre

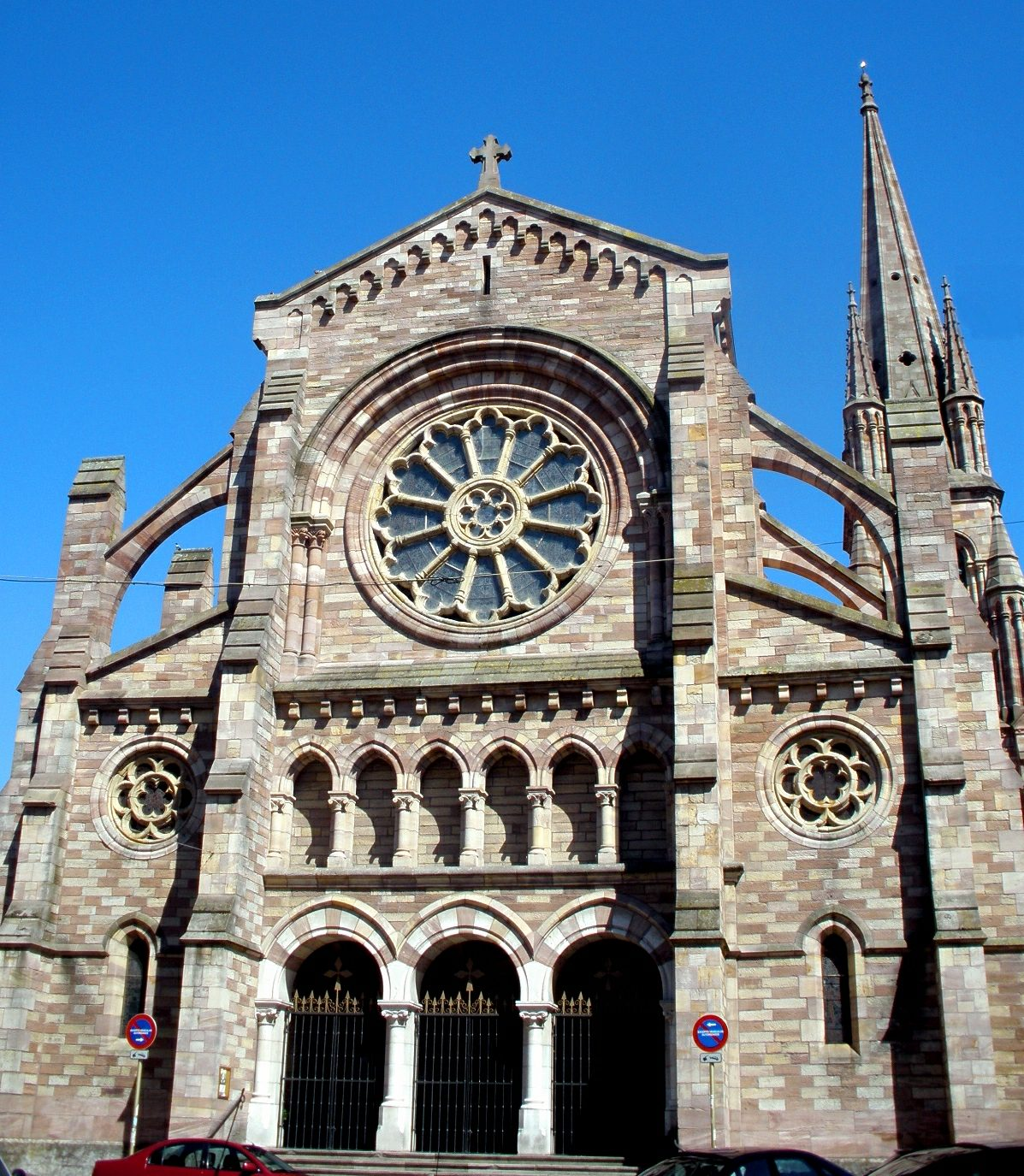
Fachada occidental.

Basterra había diseñado la primera iglesia de los Trinitarios de Guecho (1888), las iglesias del Sagrado Corazón (Jesuitas) de Bilbao, y de Santander (1891), finalizó la  Iglesia de San Juan de Sahagún (Salamanca) (1896) según proyecto original de Joaquín de Vargas y Aguirre. También había diseñado la Iglesia del Corazón de María de Bilbao (1891) y el templo del Santuario de Urkiola (1898). Más tarde realizará la torre de la Basílica de Nuestra Señora de Begoña, (Bilbao, 1902) y el colegio del Sagrado Corazón de Bermeo, 1904. A partir de 1912 realizaría la ampliación, de la Universidad de Comillas.
Como arquitecto civil, sobresale por la construcción de la sede del Banco Vizcaya, en la plaza Circular de Bilbao (1903) y numerosos edificios de viviendas.

### Donaciones
El terreno fue donado en gran parte por Guillermo Gómez Ceballos, se contó también como principales colaboradores con Justo Alonso Astules y Bonifacio Gutiérrez Somavia, este último natural de Cartes, se contó también con los naturales de la ciudad que habían emigrado a América y con sus donativos colectivos se pudieron adquirir dos o tres campanas, además de otros regalos particulares como la custodia y algunas pinturas. En nueve años se da por concluida la obra, que con importantes donativos individuales y suscripción pública había costado alrededor de quinientas mil pesetas.Los cimientos costaron alrededor de tres mil duros. En la primavera del año 1899, se colocó la última piedra de la torre, pero la obra no finalizó hasta dos años más adelante.

### Inauguración y consagración
La primera piedra fue colocada el 25 de septiembre de 1892 por el obispo de Santander, Santiago Sánchez de Castro. El templo fue inaugurado el 15 de agosto de 1901, en medio de una gran pompa y regocijo, recibiendo las bendiciones del obispo de Santander, el Nuncio Apostólico y los obispos de Ciudad Rodrigo, José Tomás de Mazarrasa, y de Zamora, Luis Felipe Ortiz. Posteriormente, fueron trasladados al nuevo templo el Santísimo y la imagen de la Virgen Grande desde la antigua parroquia de Consolación. El 17 de agosto de 1906 la Iglesia de Nuestra Señora de la Asunción fue consagrada por el obispo de Salamanca, fray Francisco Valdés y Noriega.

## Características del templo

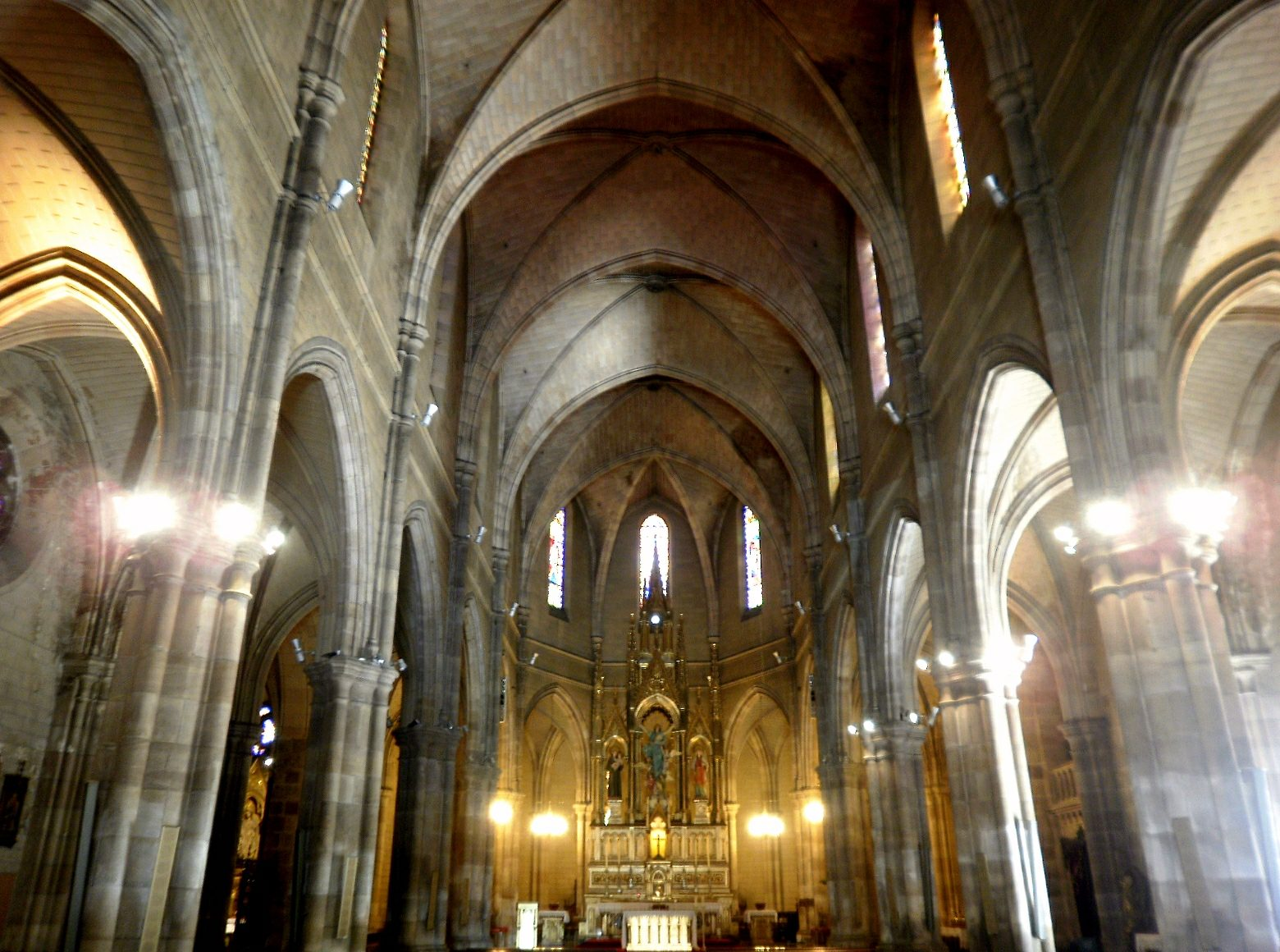
Aspecto de la nave principal.

El edificio ocupa 1700 m², con una longitud de 53 por 33 de ancho y una altura de 19 metros. La torre mide 50 metros de altura. Fue diseñado en estilo neogótico, con una girola poligonal, crucero, en uno de cuyos brazos se erige la torre y tres naves, la mayor más amplia y alta que las laterales, al estilo francés. Se recurre a formas simplificadas, rechazando la decoración escultórica, pero empleando las molduras características del Gótico clásico, al que se unen a veces elementos tomados del románico catalán y lombardo.

### Elementos originales del templo
Reseñar la resolución de la girola, cuyos tramos son pentagonales, en vez de trapeciales (habitual en las construcciones góticas medievales), son una nota original y de escasa referencia histórica. Otro elemento sorprendente es la situación de la torre, única y elevada sobre el brazo del crucero que constituye la sacristía; en todo templo cristiano, la cabecera debe orientarse hacia el Este (Jerusalén)y el hecho de encontrarse en el extrarradio de la ciudad y de que no existiese más espacio urbanizado a su alrededor determinó que la torre ocupara la fachada sur, con lo que se relacionaba con el reto de la ciudad, y el eje de la calle Consolación, que la unía al antiguo templo del mismo nombre. Las dos palmeras remarcan el eje visual como referencia urbana plantadas por el popular Sacristan Migio en 1908.

### Elementos constructivos
La piedra es caliza, procedente de las canteras de Riocorvo, en sus dos variedades tonales, rojiza y gris.

### El reloj
El reloj tiene forma de rosetón, fue realizado en un taller de Miranda de Ebro y la esbelta aguja confiere a la torre una notable prestancia.

### El rosetón
Se encuentra localizado, en el área occidental del templo, donde el arquitecto apela a la tradición lombarda y cisterciense; y donde tradicionalmente se erigen las torres, el arquitecto dispone un extraordinario rosetón de piedra, que fue realizado por la Escuela de Artes y Oficios de la ciudad, dirigida por D. Hermilio Alcalde del Río, que actuó también en las rejas de la capilla y los herrajes de las puertas.

### Las vidrieras
Fueron encargadas en 1897 y realizadas en los talleres de A. Bolinaga, de León, que habían ejecutado la restauración de las vidrieras de su catedral.

### Ornamentos del interior
- De la escuela madrileña, se conserva un lienzo de San Miguel, en el que se aprecia el influjo de los decoradores escurialense por el manierismo del color y el escorzo de la figura del arcángel.
- La influencia de la escuela castellana tradicional se advierte en otros dos lienzos, que representan la Imposición de la Casulla a San Ildefonso, y un San Francisco.
- La pintura barroca sevillana está representada por una copia del San Leandro, de Murillo, de finales del siglo XVII, que se admira en la Catedral de Sevilla, realizada quizás por algún discípulo de su taller.
- El resto de la pintura es de finales del siglo XIX y destaca entre ellas el gran lienzo de Santiago a caballo en la batalla de Clavijo, copia por J. Sánchez Granados de la obra de Casado del Alisal, que se conserva en el Museo del Prado (Casón del Buen Retiro).
- Son reseñables la colección de lienzos realizados por el pintor de Tanos, Jose Escudero Espronceda, con los excelentes retratos de los papas León XIII y Pío X y una preciosa Inmaculada, al estilo de Murillo, todas procedentes de México.

### El Cristo de la Agonía
Sin duda, la obra artística más relevante que alberga su interior es la excepcional imagen del Cristo de la Agonía, atribuido a Alonso Cano, que fue adquirido en Madrid por una comisión de montañeses presidida por el entonces director de la Calcografía Nacional, natural de Torrelavega, D. Eugenio Lemus. Se conservaba en el antiguo palacio de las Vistillas, de los Duques de Osuna, en Madrid, en cuyo catálogo figuraba como obra del citado autor granadino. Su costo fue de 6.000 pesetas, que habían sido donadas por la señora Ramona Escalante.

Un amigo nuestro nos facilita datos de la compra para la iglesia nueva de Torrelavega de la maravillosa obra de Alonso Cano. Para hacer la adquisición, se trasladó a Madrid una comisión torrelaveguense, que se hizo cargo de la joya artística en el Palacio de las Vistillas, del Duque de Osuna. Don Ramón Fernández Hontoria presidió dicha comisión, y actuó de asesor el director de la Calcografía Nacional, Eugenio Lemus, montañés y con el consejo de artistas como Campuzano. La compra ha sido hecha en condiciones muy ventajosas, y para que se sepa la estimación en que se tiene esa pieza artística, además de cierto inventario que le dio un avalúo de doce mil duros, copiaremos la partida correspondiente de otro inventario existente en la Casa de Osuna, que dice: Un crucifijo grande, de escultura de Alonso Cano, según se manifiesta en el texto por la representación de la duquesa, número 805 del inventario judicial, tasado en treinta y cinco mil pesetas, 373 del inventario de las Vistillas.

### El órgano
El gran órgano de tipo romántico, se encuentra entre los más importantes de nuestra región. Fue donado en 1917 por Dña. Vicenta Astúlez.
Se compone de 25 registros, con 21 juegos distribuidos en dos teclados y pedalier y numerosas combinaciones.
Fue construido por la casa Eleizgaray, de Azpeitia (Guipúzcoa). Es mecánico-neumático y en la actualidad posee un ventilador eléctrico silencioso para llenar los fuelles. Entre sus organistas debemos destacar a D. Félix Apellaniz Jáuregui, a su sucesor D. José Luis Casta y a los torrelaveguenses Antonio Guerra y Ángel Lucio Guerra.

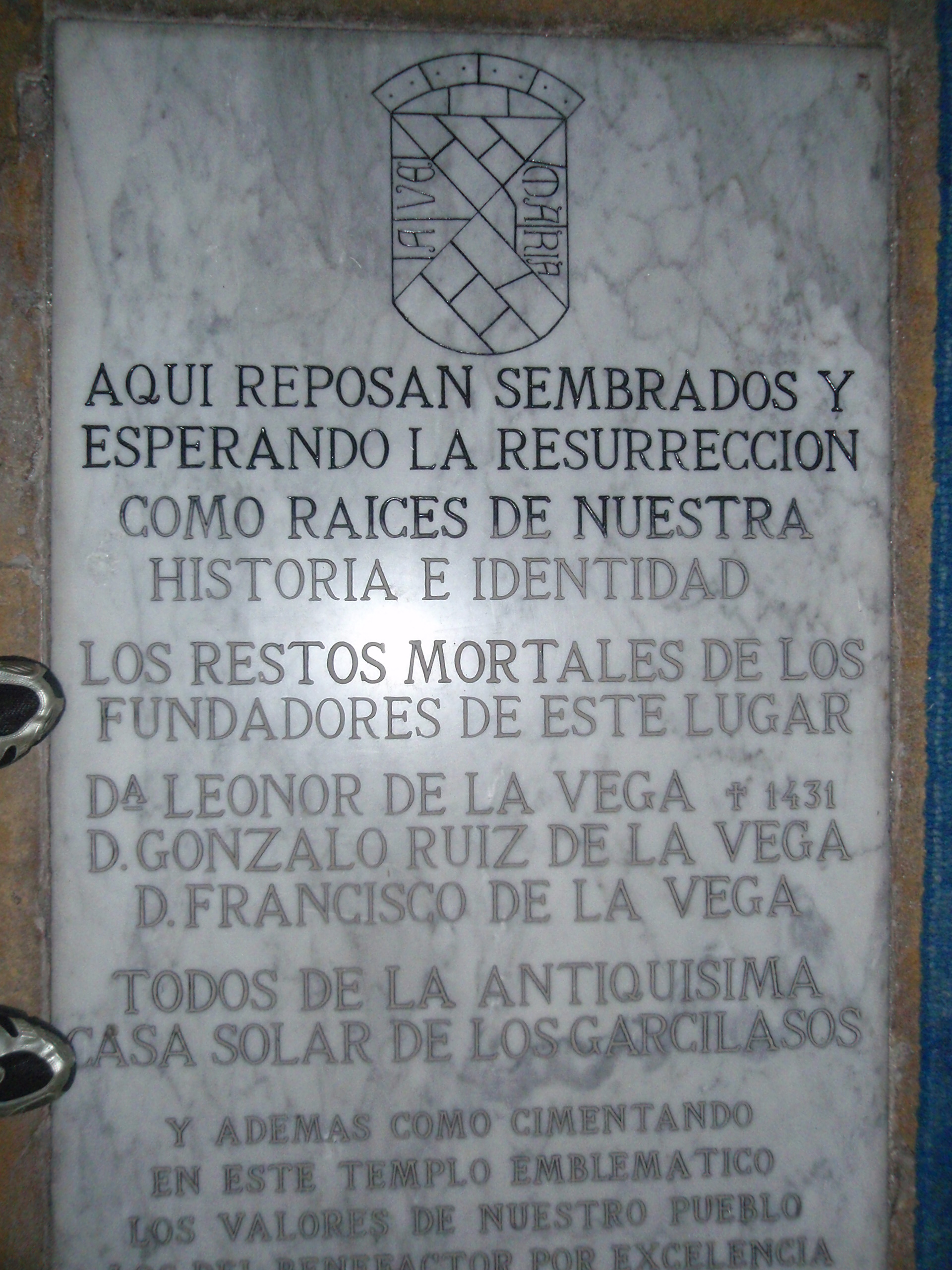
Tumba de Leonor de la Vega.

### Tumba de Leonor de La Vega
A los pies del Altar de la Inmaculada se encuentran las sepulturas de Gonzalo Ruiz de la Vega, el fundador de la villa y de Doña Leonor de la Vega, madre del Marqués de Santillana, detentadora del señorío a principios del siglo XV, así como los restos de uno de los principales colaboradores de Don Ceferino, D. Justo Alonso Astulez y del párroco D. Emilio Revuelta.

### Restos de los fundadores medievales de la ciudad
Estos restos fueron recogidos durante la demolición de la antigua iglesia de la Consolación en septiembre de 1936, se guardaban en una arqueta y fue de la mano de D. Hermilio Alcalde del Río, director de la Escuela de Artes y Oficios, quien los custodió hasta 1953 en que el nuevo director de la escuela, D. Rafael Velarde Bustamante y alcalde de la ciudad D. Rafael Gutiérrez Velarde, como presidente de una comisión constituida a tal efecto, los entregó al nuevo párroco D. Teodosio Herrera, quien las depositó en esta tumba. En la arqueta se leía la inscripción: Contiene los restos de Dña. Leonor de la Vega, Don Gonzalo Ruiz de la Vega y Don Francisco de la Vega.

### Otras tumbas
En el lado opuesto del altar respecto de la tumba de Leonor de La Vega se encuentran los restos mortales de D. Guillelmo Gómez de Ceballos, que donó el solar sobre el que se asienta la iglesia. En su lápida se dice lo siguiente:

Aquí reposan los restos mortales del cristiano caballero ingeniero jefe de minas en esta provincia D. Guillelmo Gómez de Ceballos insigne bienhechor de esta iglesia por sus alientos por sus limosnas por su valiosa donación de un solar sobre el que descansa este grandioso templo. Falleció en la paz del señor el XI de diciembre de MCMXVI habiendo vivido LVIII años III meses XXIII días. Su cuerpo embalsamado recibió aquí cristiana sepultura el XII de diciembre de MCMXVI y los de su hijo D. Manuel Gómez-Ceballos y Moreno que † cristianamente el XXX de julio de MCMXXIII a los XV años de edad y los de su esposa Dña. Carmen Moreno y Posada que † cristianamente en Torrelavega el II de enero de MCMXLVII y los de su hijo y los de su esposa D. Francisco Gómez-Ceballos y Moreno que † cristianamente en Torrelavega el VI de abril de MCMLXIV y Dña. María Flora de Aroca Pérez que † cristianamente en Torrelavega el XVII de mayo de MCMXCIX. R.I.P.